# 明覚寺 (京都市)
明覺寺（めいかくじ）は、京都府京都市下京区新町通り正面下るに位置する、浄土真宗本願寺派の寺院の名称である。山号は桃源山。本尊は阿弥陀如来。

## 概要
1490年（延徳2年）に摂津国島下郡柱本郷（現在の大阪府高槻市柱本）に創建され、本願寺と織田信長の間で行われた石山合戦を経て本願寺が現在地に寺基を移した際に共に移転し、さらに1898年（明治29年）に現在地に転じた。
文書調査によって発見された絵図によると、現在地に移転後の敷地は、区画がほぼ方形に描かれている。新町通りに面した西側に表門があり、門の左右は土塀である。表門から三間ほどの前庭を隔てて描かれている本堂は、切妻屋根の棟通りを南北に、西面が正面となっている。本堂の東西の奥行きは七間半、南北の桁行は九間になる。本堂東側の庭には、三夜荘（本願寺第21世門主・明如上人の別荘）から移築された茶室（杏梁庵）がある。

## 文化財
2022年（令和4年）10月31日に、本堂と茶室杏梁庵（きょうりょうあん）、土蔵、山門の4件が登録有形文化財（建造物）に登録された。

## 人物
第17世住職の柱谷瑞俊（ずいしゅん）は、第二次大谷探検隊（1908-1910）のインド隊員を務めた1人である。

## 活動
2019年より、京都市内でいち早く「お寺でコワーキング」の取り組みを始め、週に1回、本堂を開放している。本堂の中は、公式ホームページ内のストリートビューで見ることができる。

## アクセス
- JR京都駅より徒歩7分
- 参拝者用駐車場なし